# Кузнецов, Василий Александрович (футболист)
Василий Александрович Кузнецов (род. 24 августа 1978, Москва) — российский футболист, вратарь; тренер.

## Карьера игрока
Воспитанник академии бельгийского «Андерлехта». В 1997 — в составе московского ЦСКА, провёл одну игру за дубль. В 1998—2000 играл за «Краснознаменск», в 1999 году провёл 14 игр в составе ФК «Ереван». В 2001—2003 выступал за новосибирский «Чкаловец-1936», был признан лучшим вратарём турнира «Надежда» 2002 года. Играл за белорусские клубы МТЗ-РИПО Минск (2004—2005), «Гомель» (2006—2007), «Неман» Гродно (2009), за российские клубы низших дивизионов «Дмитров» (2008), «Зеленоград» (2009), «Истра» (2010—2012).

## Карьера тренера
С июля 2013 года по май 2014 года — тренер вратарей в клубе «Строгино».
С июня 2014 года по декабрь 2016 года — тренер по работе с вратарями в штабе Евгения Бушманова в московском «Спартаке-2». В январе 2017 года вместе с Бушмановым перешёл в молодёжную сборную России. 23 октября 2018 года покинул сборную.
С января 2019 года по июнь 2021 года — тренер вратарей в молодёжной команде московского «Спартака». С июля 2021 года — тренер вратарей в московском «Спартаке-2» в штабе Бушманова. По окончании сезона 2021/22 команда была расформирована.
В январе 2022 года вошёл в тренерский штаб Паоло Ваноли в московском «Спартаке», в июне 2022 после ухода Ваноли вошёл в штаб Гильермо Абаскаля. По завершении сезона 2022/23 покинул клуб.